# David Silveti

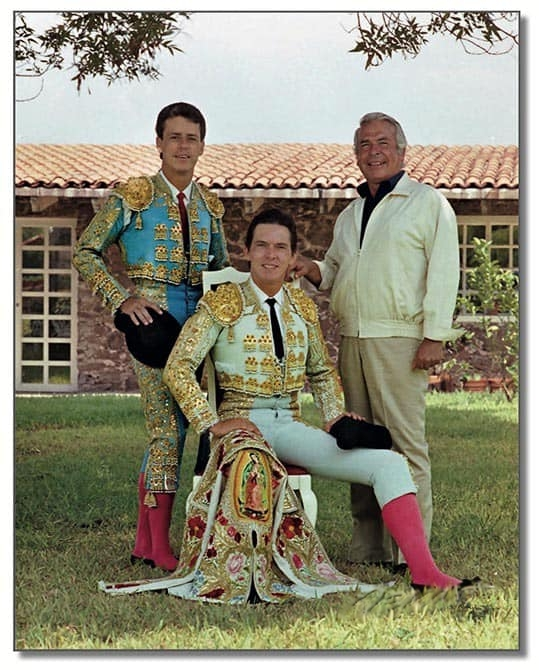
La herencia del toreo en una imagen: Juan Silveti Reynoso acompañado por sus hijos, David y Alejandro, orgullo de una dinastía que marcó la historia taurina de México

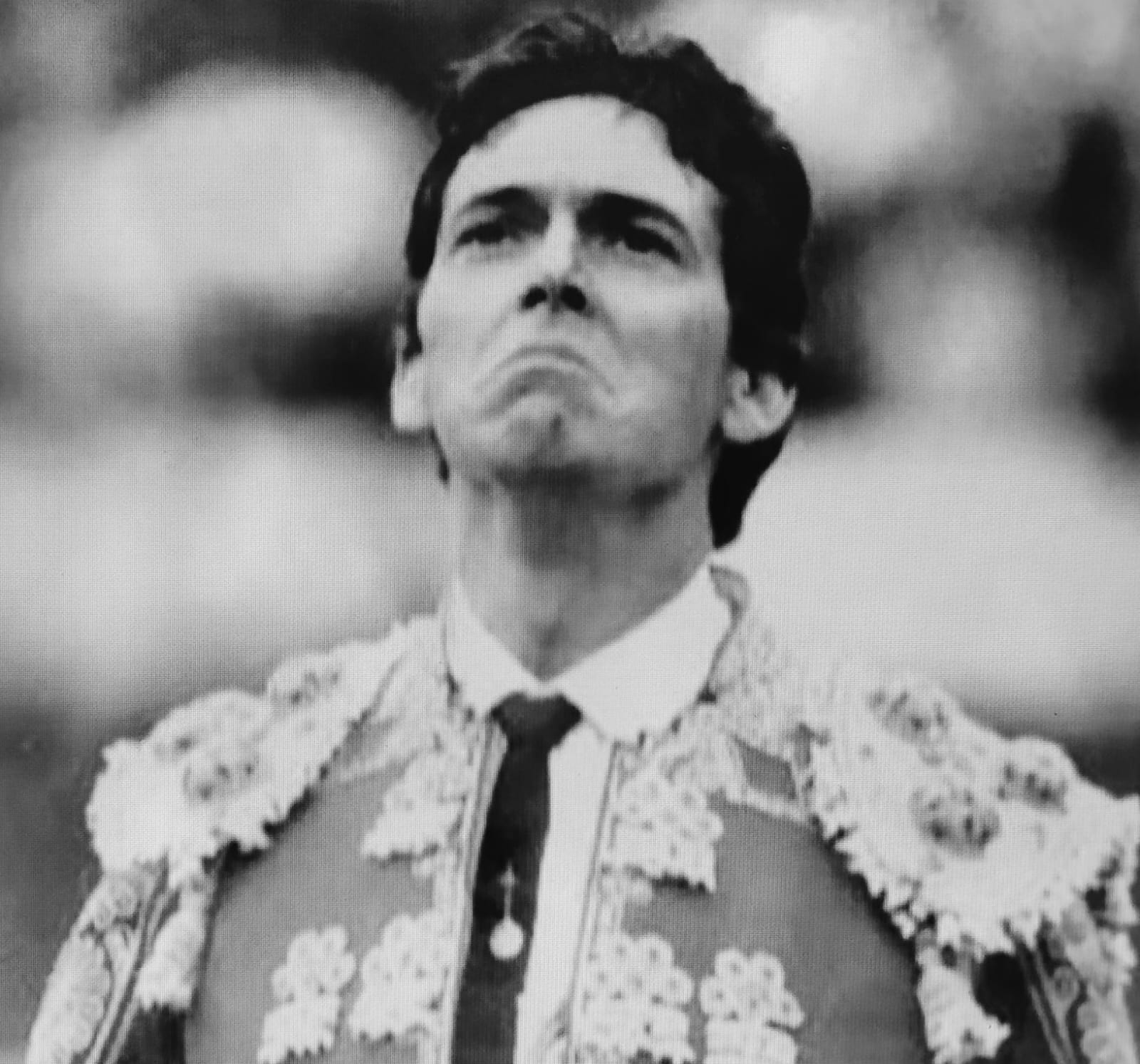
David Silveti derramó llanto, conmovido por la entrega con la que el público correspondió a la suya, empeñado en obligar a embestir al quedadísimo "Presumido"

David Silveti, también conocido como el Rey David, (Ciudad de México, México, 3 de octubre de 1955 - Salamanca, Guanajuato, 12 de noviembre de 2003) fue un destacado matador de toros mexicano.

## Trayectoria
Nació en el seno de una familia de considerable linaje taurino. Don Juan Silveti "El tigre de Guanajuato" fue su abuelo paterno, su padre Juan Silveti Reinoso, y su hermano Alejandro Silveti, todos ellos toreros muy reconocidos y con notables trayectorias.
David se aficionaba al arte de la tauromaquia desde muy pequeño y fue a partir de los 12 años que se inicia como becerrista y en el año 1973 lo hace como novillero; debutando posteriormente, en el año 1975, con picadores. Más adelante viaja a España (año 1977) con el propósito de afianzarse más en su carrera e intentar recoger experiencia en la cuna del arte taurino. Allí participa en 12 novilladas, alcanzando un notable éxito.
El día 20 de noviembre de 1977 decide tomar la alternativa, haciéndolo en la Plaza Revolución de Irapuato, Guanajuato, oficiando de padrino Curro Rivera y de testigo Manolo Arruza; y la confirmación el 7 de enero de 1979, en la Monumental Plaza de toros México, siendo allí su padrino Manolo Martínez y testigo Eloy Cavazos. Asimismo y como es tradición, toma la confirmación de alternativa en España, en la Plaza de toros de Las Ventas, un 24 de mayo de 1987, de manos de Nimeño II y oficia de testigo Tomás Campuzano. Entre sus faenas destacadas señalar la de 12 de enero de 2003 ante Mar de nubes de la ganadería Fernando de la Mora, en la Plaza México, con un sobresaliente uso de las muñecas y cintura.
A pesar de haber atravesado por innumerables lesiones durante su trayectoria, y pese a las más de 40 intervenciones quirúrgicas que hubo de padecer a lo largo de su paso por el mundo de la tauromaquia, especialmente en sus rodillas, supo mantener el estilo valiente y gallardo que lo caracterizaba como una figura de fuerte personalidad y carismática presencia.
Lamentablemente, el destino le jugó una mala pasada cuando en una corrida en San Miguel de Allende el 19 de octubre de 2002, sufrió un fuerte golpe en la cabeza que le produjo un servidor ya problema neurológico. Reapareció en Monterrey en el 16 de noviembre de 2002. Continuó la temporada de 2003 pero sufrió un nuevo traumatismo el 15 de febrero, que agravó la lesión previa por lo que tuvo que anunciar definitivamente su retiro de los ruedos por prescripción médica, tras veinticinco años de alternativa. A lo largo de su carrera participó en 510 corridas —en México— en las cuales cortó 473 orejas y varios rabos, a las que se le suman 8 corridas que efectuó en tierra española.
Seguramente esta situación le provocó a David una marcada depresión, a la que se sumaba la acentuación de un trastorno bipolar que padecía desde hacía muchos años, así como la noticia de su médico que también le anunciaba un problema en su columna (esto último ocurrió pocos días antes de su muerte).
Definitivamente, su fuerte personalidad y seguramente el deseo de no transferir a sus seres queridos la depresión y estado de salud que le estaban afectando habrían sido las causas que lo llevaron a quitarse la vida, por medio de un disparo de arma de fuego, el 12 de noviembre de 2003, en la finca paterna en Salamanca.

## Vida personal
Hijo de la figura del toreo Juan Silveti Reynoso y Doreen Barry, de origen irlandés. Contrajo matrimonio con Laura del Bosque. Fruto de ese matrimonio tuvo cinco hijos, entre los que se cuenta el también torero Diego Silveti.